# 22e Wereldjamboree
De 22e Wereldjamboree was een wereldjamboree van de scoutingbeweging die van 27 juli tot en met 7 augustus 2011 plaatsvond in Rinkaby, een dorp van de gemeente Kristianstad in het zuiden van Zweden. Het thema was "Gewoon Scouting" (Engels: Simply Scouting). Voor de aanvang van de Jamboree werd een opkomst van iets meer dan 38.000 scouts verwacht.

## Jamboreeterrein
Op het terrein van 1,5 bij 1,5 km werden eerder reeds twee Zweedse nationale jamborees georganiseerd, in 2001 met 26.700 deelnemers en van 14 tot 22 juli 2007 de Jiingijamborii, een andere nationale jamboree. De plek ligt in de nabijheid van kust, strand en zee op zandgronden. Op het terrein worden kleinere terreinen gevormd door kleine beboste zones tussen de open plekken in.

## Subkamp
De jamboree werd bezocht door ruim 40.000 scouts uit zo'n 146 landen. Er waren drie grote steden (Towns), waarin onder meer een internetcafé bezocht kon worden. Elke stad was verdeeld in zes subkampen. Elk subkamp omvatte ruim 2000 scouts. De drie Towns waren:
- Summer
  - Finnerödja
  - Karlstad
  - Smögen
  - Stockholm
  - Vimmerby
  - Visby

- Winter
  - Jukkasjärvi
  - Kiruna
  - Mora
  - Polcirkeln
  - Åre
  - Örnsköldsvik

- Autumn
  - Bohuslän
  - Hunneberg
  - Kivik
  - Klarälven
  - Sarek
  - Svedala

Er was een stad waarin de volwassen scouts woonden. Voor deze groep was een eigen activiteitenprogramma ontwikkeld: 
- Spring

1920 · 
1924 · 
1929 · 
1933 · 
1937 · 
1941 (afgelast) · 
1947 · 
1951 · 
1955 · 
1957 · 
1959 · 
1963 · 
1967 · 
1971 · 
1975 · 
1979 (afgelast) · 
1983 · 
1987 · 
1991 · 
1995 · 
1998-1999 ·
2002-2003 ·
2007 · 
2011 · 
2015 · 
2019 · 
2023 · 
2027